# ستيف فيتزباتريك
ستيف فيتزباتريك (بالإنجليزية: Steve Fitzpatrick)‏ هو سياسي أمريكي، ولد في 2 ديسمبر 1978. حزبياً، نشط في الحزب الجمهوري. وقد انتخب عضو مجلس نواب مونتانا.